# Geum longifolium
Geum longifolium är en rosväxtart som först beskrevs av Carl Maximowicz, och fick sitt nu gällande namn av Jenny E.E. Smedmark. Geum longifolium ingår i släktet nejlikrotsläktet, och familjen rosväxter. Inga underarter finns listade i Catalogue of Life.